# Альфа (канонерская лодка)
Канонерская лодка α (бывшая Сфактириа ΙΙ-греч. Σφακτηρία ΙΙ) принадлежит серии 4 канонерских лодок типа «α», принявших участие в греко-турецкой войне 1897 года и Балканских войнах. Несмотря на их малые размеры, деятельность этих канонерок создала существенные предпосылки для победы греческой армии в Эпире в 1912 году и отмечена греческими историографами.
Серия была построена на верфи SEYNE Франция в период с 1880 по 1881 год. У этих маленьких канонерок с осадкой в 1.5 м было одно-единственное предназначение: операции в мелководном и пограничном тогда Амбракийском заливе в вынашиваемых  Греческим королевством планах по освобождению Эпира от турок.
Первоначально корабль получил имя «Сфактириа». Был переименован в канонерку «α» в 1881 году, когда были заказаны канонерки Актион и Амвракиа.
Канонерка приняла участие в непродолжительной греко-турецкой войне 1897 года, но славу свою снискала в Первой Балканской войне.

## Балканские войны
С началом войны на Западном фронте Греция располагала Эпирской «армией», в действительности одной дивизией. В Ионическом море Греция располагала флотом аналогичного размера и качества. Это было сборище всевозможных парусно-паровых вооружённых плавсредств почтенного возраста. Присутствие в составе флотилии 4 канонерок типа «α», тоже старых, но построенных специально для операций в Амбракийском заливе, удивляет греческих историков, привыкших к отсутствию у руководителей греческого государства долгосрочного планирования.
Канонерки положили начало военным действиям в Эпире.
В ночь с 4(17) октября на 5 (18) октября канонерки «α» и «β» под командованием капитанов Н. Маккаса и К. Бубулиса, рискуя быть немедленно расстрелянными артиллерией крепости Превеза, прошли под носом у турок узким проливом (всего лишь в 1/2 мили) в Амбракийский залив. С этого момента залив оказался под греческим контролем, и канонерки начали оказывать существенную помощь армии.
5 (18) октября 1912 года греческая армия, имея численное превосходство против турецких сил (4:1), начала поход в Македонию. Всё внимание было приковано к македонскому фронту, когда из Эпира стали приходить странные новости: эпирская «армия» начала наступление против противника, имевшего здесь четырёхкратное превосходство.
12 (25) октября была освобождена Филиппиада, 21 октября (3 ноября) был освобождён город Превеза. При этом турецкий «миноносец Анталья», находившийся в заливе, но не принявший бой и укрывшийся от двух греческих канонерок под защиту береговых батарей в Никополь в 6 км от Превезы, был потоплен экипажем, чтобы не попасть в греческие руки.

## Последующие годы
Выполнив задачу, для которой она была построена, по окончании Балканских войн, в 1915 году, старая канонерка была выведена из состава флота. В 1921 году канонерка была продана на лом.